# Paul Lortie

Wappen von Paul Lortie

Paul Lortie (* 17. März 1944 in Beauport, Kanada) ist ein kanadischer Geistlicher und emeritierter römisch-katholischer Bischof von Mont-Laurier.

## Leben
Paul Lortie empfing am 16. Mai 1970 die Priesterweihe.
Papst Benedikt XVI. ernannte ihn am 7. April 2009 zum Weihbischof in Québec und Titularbischof von Hierpiniana. Die Bischofsweihe spendete ihm der Erzbischof von Québec, Marc Kardinal Ouellet PSS, am 24. Mai desselben Jahres; Mitkonsekratoren waren Maurice Couture RSV, Alterzbischof von Québec, und Gilles Lemay, Weihbischof in Québec.
Am 2. Februar 2012 wurde er zum Bischof von Mont-Laurier ernannt und am 15. März desselben Jahres in das Amt eingeführt. Am 10. Juli 2019 nahm Papst Franziskus das von Paul Lortie aus Altersgründen vorgebrachte Rücktrittsgesuch an.